# Arcturinoides sexpes
Arcturinoides sexpes is een pissebed uit de familie Arcturidae. De wetenschappelijke naam van de soort is voor het eerst geldig gepubliceerd in 1977 door Kensley.